# Barbara Schüttpelz
Barbara Schüttpelz (Emsdetten, Renânia do Norte-Vestfália, 9 de setembro de 1956) é uma ex-canoísta de velocidade alemã na modalidade de canoagem.

## Carreira
Foi vencedora da medalha de Prata em K-1 500 m e da medalha de Bronze em K-2 500 m em Los Angeles 1984.